# Spurilla neapolitana
Spurilla neapolitana (Delle Chiaje, 1841) è un  mollusco nudibranchio della famiglia Aeolidiidae.